# Tranosemella citrofrontalis
Tranosemella citrofrontalis är en stekelart som först beskrevs av Hedwig 1939.  Tranosemella citrofrontalis ingår i släktet Tranosemella och familjen brokparasitsteklar. Inga underarter finns listade i Catalogue of Life.